# Comité olympique du Panama
 (avril 2024).
Si vous disposez d'ouvrages ou d'articles de référence ou si vous connaissez des sites web de qualité traitant du thème abordé ici, merci de compléter l'article en donnant les références utiles à sa vérifiabilité et en les liant à la section « Notes et références ».
Le Comité olympique du Panama (en espagnol, Comité Olímpico de Panamá) est le comité national olympique de Panama. Fondé en 1934, il a été reconnu par le Comité international olympique en 1947.